# قرار مجلس الأمن التابع للأمم المتحدة رقم 2086
القرار
قرار مجلس الأمن التابع للأمم المتحدة رقم 2086، المتخذ بالإجماع في 21 يناير 2013.

## روابط خارجية
- نص القرار في undocs.org